# Ennucula puelcha
Ennucula puelcha is een tweekleppigensoort uit de familie van de Nuculidae. De wetenschappelijke naam van de soort werd in 1842 voor het eerst geldig gepubliceerd door Alcide d'Orbigny.